# 摩特拉瓦河
摩特拉瓦河（波蘭語：Motława）是位於波蘭波美拉尼亞東部的一條河流。它發源於格但斯克舊城東北部的一個湖泊中，最終在格但斯克的河口匯入波羅的海，全長約64.7公里，流域面積1511.3平方公里。

## 外部連接
维基共享资源上的相關多媒體資源：摩特拉瓦河